# Lisebergshallen

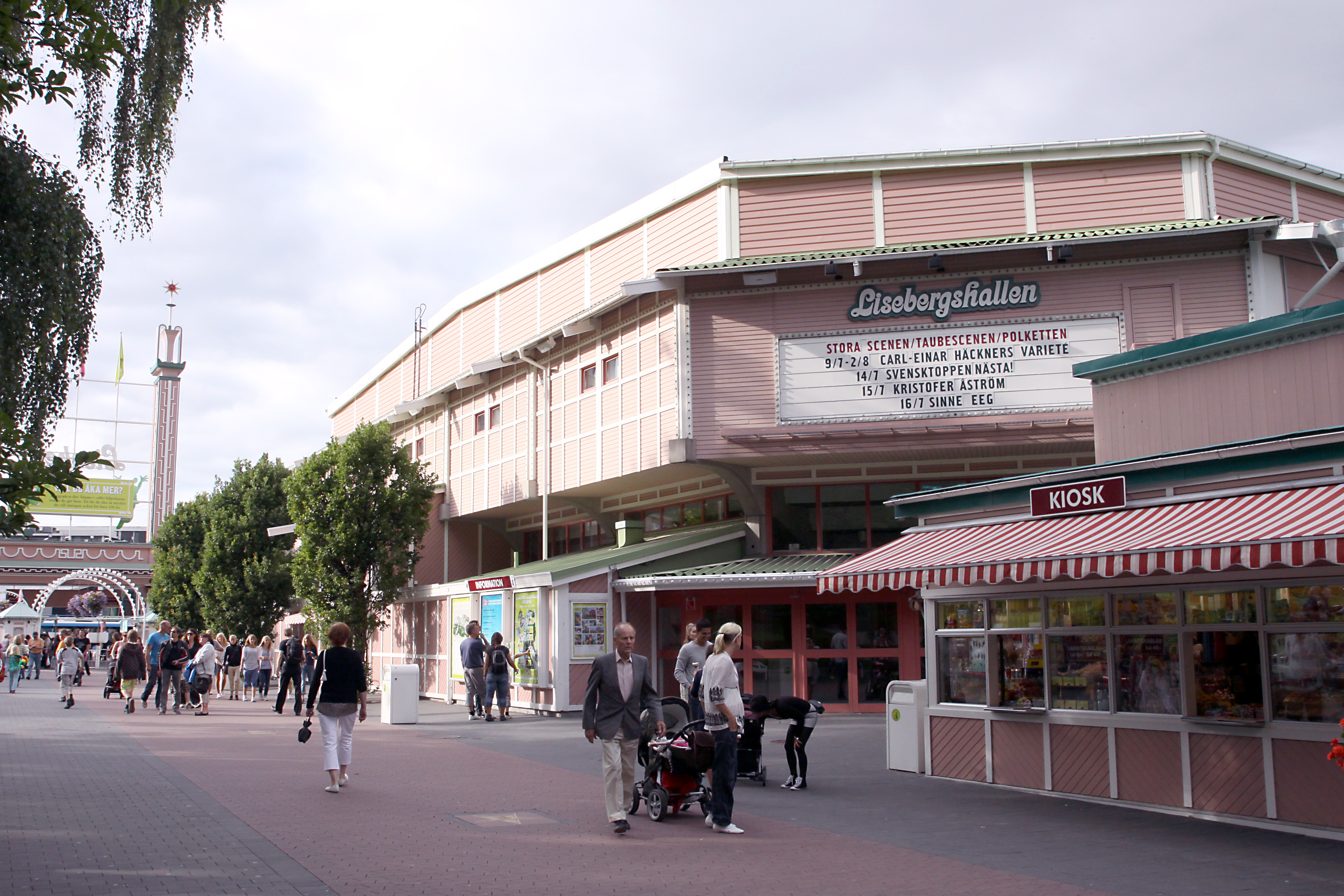
O Lisebergshallen.

O Lisebergshallen é um ginásio multi-uso localizado na cidade de Gotemburgo, na Suécia, que suporta 3.500 pessoas. O local abriu em 1980 e costumeiramente usado para eventos esportivos e apresentações musicais.
Algumas bandas e artistas que já se apresentaram no local incluem Metallica, Slayer, Alice Cooper, Manowar, Jethro Tull, In Flames, Kent, Motörhead, Nightwish e muitas outras.